# Epidendrum mixtecanum
Epidendrum mixtecanum är en orkidéart som beskrevs av Eric Hágsater och García-cruz. Epidendrum mixtecanum ingår i släktet Epidendrum och familjen orkidéer. Inga underarter finns listade i Catalogue of Life.